# 黃金海岸市
28°00′27″S 153°20′41″E / 28.0074829°S 153.3446649°E
黃金海岸市（英語：City of Gold Coast）是澳大利亞昆士蘭州東南部、統轄著黃金海岸市的地方政府，乃昆州第二大城市，市府員工逾2,500人；轄境和編制於1995年所底定。

## 市議會
黃金海岸市議會有議席14座，分由14個選區，各區選舉出1名市議員，每屆任期4年；市長為直選。

## 主要市政建設
- 黃金海岸海水處理廠（英语：Gold Coast desalination project）
- 興茲大壩建設案（英语：Hinze Dam）
- 黃金海岸藍色公路（英语：Gold Coast Oceanway）
- 南港廣水公園（英语：Southport Broadwater Parklands）
- 黃金海岸捷運系統（英语：Gold Coast Rapid Transit System）
- 黃金海岸渡船服務（英语：Transport on the Gold Coast, Queensland#Ferry）
- 羅塞公園區域植物園建設（英语：Rosser Park Regional Botanic Gardens）
- Evandale Cultural Precinct including a greenbridge from Evandale Parklands to Chevron Island
- Mermaid Waters Library（美人魚水域圖書館）
- 黄金海岸活跃大未来 (Gold Coast Bold Future)
- 黃金海岸沿海管理計劃（英语：Gold Coast Shoreline Management Plan）
- 社區自行車租借計劃[2]

## 外部連結
- 黃金海岸市政府官方網站
- 黃金海岸市政府沿革
- 商業黃金海岸 （页面存档备份，存于）